# Fotis Kouvelis
Fotis-Fanourios (Fotis) Kouvelis (Volo, 3 settembre 1948) è un politico greco, membro del Parlamento Ellenico e leader di Sinistra Democratica.

## Biografia
Laureato in legge e scienze politiche all'Università di Atene, ha lavorato come avvocato.
Dal 1975 è stato tra i membri fondatori del KKE interno fino al 1986 quando il partito è stato sciolto. Nel 1987 è stato tra i fondatori di Sinistra greca e nel 1989 ne diventa il segretario generale.
Ha ricoperto l'incarico di ministro della giustizia del governo di Tzannīs Tzannetakīs dal 2 luglio al 12 ottobre 1989. Il 5 novembre dello stesso anno viene eletto per la prima volta in Parlamento nella circoscrizione Atene B. Resterà parlamentare per due legislature fino al 1993 per poi esser rieletto nuovamente il 22 settembre 1996.
Nel 1992 entra nel Synaspismós e nel 2010 lo lascia per fondare Sinistra democratica di cui il 10 luglio diventa Presidente.
Dal 2002 al 2004 è stato Consigliere Comunale della città di Atene.